# Храповицкий, Василий Иванович
Василий Иванович Храповицкий (1714 — не позднее 1782; по другим данным, 1719—1788) — русский военачальник, генерал-аншеф. Лейб-компанец. Отец личного кабинет-секретаря Екатерины II, сенатора и мемуариста А. В. Храповицкого (1749—1801).

## Биография
Из дворянского рода Храповицких Смоленского уезда. В 1731 году поступил на службу рядовым в Лейб-гвардии Преображенский полк. Участвовал в Русско-турецкой войне 1735—1739 годов (Очаков). 
В Лейб-компанию был пожалован из сержантов гренадерской роты Лейб-гвардии Преображенского полка. За участие в возведении на престол императрицы Елизаветы Петровны Храповицкому «в воздаяние верных, полезных и важных заслуг» 7 февраля 1747 года была пожалована прибавка к родовому гербу. Премьер-майор (1741). 
Участвовал в Русско-шведской войне 1741—1743 годов. Генерал-майор (1756). Принимал участие в Семилетней войне (боевые действия в Пруссии и Померании).
Вышел в отставку генерал-аншефом. В отставке проживал в собственном доме в Вышнем Волочке Тверской губернии (тем не менее, его жена умерла в Свияжске). Скончался там же зимой 1787/88 годов (РБС даёт немного более раннюю дату — не позднее 1782) и был похоронен на городском Пятницком кладбище (могила не сохранилась).

## Семья
Первым браком был женат на Дарье Спиридоновне Леонтьевой. Вторым браком — на Елене Михайловне, урождённой Сердюковой (ок. 1723 — 1786, Свияжск Казанская губерния), дочери крещёного бурята (монгола) М. И. Сердюкова, инженера-строителя Вышневолоцкой водной системы. Согласно упорным слухам, Елена Михайловна была внебрачной дочерью Петра Великого. 
Дети от второго брака: 
- Александр Васильевич Храповицкий — личный секретарь Екатерины II,  написавший с ней вместе пьесу «Горе-богатырь Косомётович», сенатор , мемуарист.
- Михаил Васильевич Храповицкий (1758—1819) — переводчик и поэт.
- Мария Васильевна Храповицкая, в браке Сушкова (1752—1804)— переводчица. Её сын, Николай Васильевич Сушков, оставил воспоминания, в которых пишет, в том числе, и о Храповицком.